# Disney Music Group
Disney Music Group (DMG) is een collectie van platenlabels, in het bezit van The Walt Disney Company. Tot 2007 heette de divisie Buena Vista Music Group.

## Platenlabels
- Walt Disney Records: grootste platenlabel van het concern, opgericht in de jaren '30 om muziek te produceren en te distribueren voor de Mickey Mouse-filmpjes. Momenteel brengt het popmuziek uit voor kinderen, jongeren en jonge adolescenten en soundtracks voor Walt Disney Pictures.
- Hollywood Records: platenlabel dat voornamelijk alleen popmuziek voortbrengt. Het label bracht oorspronkelijk soundtracks voor Hollywood Pictures uit, maar sinds de beëindiging van Hollywood Pictures brengt het onder andere muziek uit voor Queen, Hilary Duff en Jesse McCartney.
- Lyric Street Records (1997–2010): Nashville-platenlabel dat zich richtte op countrymuziek van Rascal Flatts en SHeDAISY.
- Mammoth Records (1989–2006): onder andere bekend van Los Lobos.
- Disney Music Publishing: beheert de muziekrechten van Disney's films, televisieprogramma's, theaterproducties en themaparken.

## Distributie
Oorspronkelijk had Disney Music Group geen eigen distributienetwerk, waardoor de groep afhankelijk was van Universal Music Group en EMI Group voor de distributie van hun werk.